# Jorge Rafael Videla

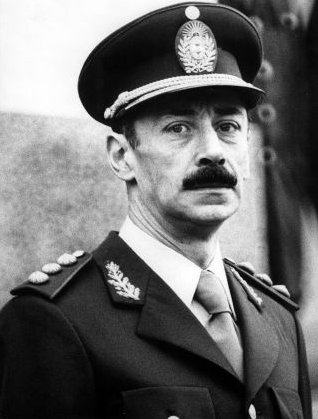
Jorge Rafael Videla (1976)

Jorge Rafael Videla (* 2. August 1925 in Mercedes, Provinz Buenos Aires; † 17. Mai 2013 in Marcos Paz, Provinz Buenos Aires) war ein argentinischer General und Diktator Argentiniens von 1976 bis 1981.

## Leben bis zum Putsch 1976

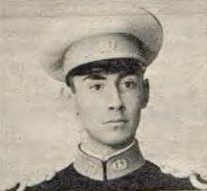
Jorge Rafael Videla als Kadett (1940er-Jahre)

Videla war das dritte von fünf Kindern des Militäroberst Rafael Eugenio Videla (1886–1952). Einer seiner Vorfahren, Blas Videla († 1831), nahm 1810 an den argentinischen Unabhängigkeitskämpfen teil (Mai-Revolution) und war später Vorsitzender der argentinischen Einheitspartei. Videla heiratete 1948 Alicia Raquel Hartridge Lacoste, Tochter eines Botschafters, und hatte mit ihr sieben Kinder.
Seine militärische Ausbildung begann er 1942 und schloss sie im Dezember 1944 als Infanterieleutnant ab. Videla stieg in den kommenden Jahren auf, wurde 1954 Generalstabsoffizier und arbeitete von 1958 bis 1960 für das argentinische Verteidigungsministerium. Ebenfalls 1958 wurde er Leiter der Militärakademie, einen Posten, den er bis 1962 bekleidete. Ab 1968 wurde er nach dem Putsch durch Juan Carlos Onganía Stabschef der 5. Infanteriebrigade in Tucumán. Im August 1970, während der argentinischen Militärdiktatur unter Roberto Marcelo Levingston, wurde Videla Militärgouverneur der Provinz Tucumán. Im Folgejahr wurde er zum Brigadegeneral befördert und von Levingstons Nachfolger Alejandro Agustín Lanusse zum Direktor des nationalen Militärkollegs ernannt. Ende 1973 stieg er zum Chef des Generalstabs der argentinischen Armee auf. 1975 wurde er zum Generalleutnant befördert.

## Putschist und Vorsitzender der Militärjunta

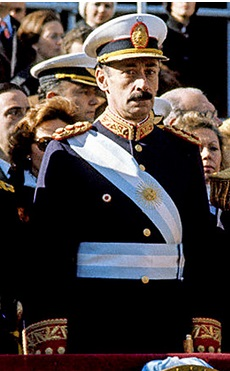
General Videla (1978)

Argentinien befand sich Mitte der 1970er Jahre in einer gesellschaftlichen Krise, die von einem lange dauernden wirtschaftlichen Niedergang, terroristischen Aktivitäten links- und rechtsextremer Gruppen – die links-peronistischen Montoneros und die marxistische ERP auf der einen, die rechtsextreme, regierungsnahe Todesschwadron Alianza Anticomunista Argentina auf der anderen Seite – sowie einem weitgehenden Vertrauensverlust in die politische Klasse gekennzeichnet war. General Jorge Videla übernahm in dieser Situation politischen wie wirtschaftlichen Niedergangs als Chef einer Junta in einem Militärputsch am 24. März 1976 das Amt des Staatspräsidenten. Die Kommandanten des Heeres (Videla), der Marine (Admiral Emilio Massera) und der Luftwaffe (General Orlando Agosti) lösten den Kongress auf, stürzten Präsidentin Isabel Perón, verboten die Parteien und beteiligten sich an der Militärjunta, an deren Spitze Videla für fünf Jahre zum Präsidenten bestimmt wurde.
In der Anfangszeit seiner Regierung genoss der als korrekt, höflich und sehr puritanisch beschriebene Mann im bürgerlichen Lager durchaus Sympathien. Die Junta begann den selbst erklärten „Prozess der Nationalen Reorganisation“. Dieser stützte sich ideologisch auf eine „Doktrin der nationalen Sicherheit“ und sah ein radikales Vorgehen gegen linke Oppositionelle vor, was in der Praxis deren heimliche Verhaftung, Folter und Ermordung bedeutete. In den folgenden sieben Jahren (1976–1983) „verschwanden“ in dem von den Machthabern selbst erklärten „schmutzigen Krieg“ (Guerra sucia) bis zu 30.000 Oppositionelle spurlos, darunter ca. hundert Deutsche und Deutschstämmige. Diese wurden als Desaparecidos (deutsch: „die Verschwundenen“) bekannt. Videla wurde im März 1981 vereinbarungsgemäß nach fünfjähriger Präsidentschaft von seinem Junta-Kollegen Roberto Eduardo Viola abgelöst.
Videla selbst sah sich als professionellen Militär, der seine Pflicht im Kampf gegen den Terrorismus (bzw. die „Subversiven“) und – nach den chaotischen Jahren der Regierung von Isabel Perón – zur Wiederherstellung der sozialen Ordnung erfüllte: „Es müssen so viele Menschen wie nötig in Argentinien sterben, damit das Land wieder sicher ist.“
Dabei galt Videla nicht als das grausamste Mitglied der argentinischen Junta, in der es mit Hinblick auf ihre Einstellung zu Gewaltmaßnahmen sogenannte „Blandos“ (Weiche) und „Duros“ (Harte) gab – Videla wurde eher zu den Blandos, den Pragmatikern gezählt, die den innenpolitischen Terror gegen die Opposition schnell wieder beenden wollten. Die FAZ schrieb in Videlas Nachruf, dass ihn das Junta-Mitglied Emilio Massera, der die Marine zu einem „allmächtigen Repressionsapparat“ ausgebaut hatte und die Mechanikerschule der Marine in Buenos Aires, die ESMA, zum größten geheimen Folterzentrum des Landes machte, „mutmaßlich noch an Grausamkeit übertroffen“ habe.
Der argentinische Journalist und Schriftsteller Rodolfo Walsh veröffentlichte 1977, zum ersten Jahrestag der Diktatur, aus dem Untergrund seinen Offenen Brief eines Schriftstellers an die Militärjunta an Videla und seine Junta-Mitglieder, in dem er auch das heimliche Ermorden politischer Gegner anprangerte:

„15 000 Verschwundene, 10 000 Gefangene, 4000 Tote, Zehntausende, die aus dem Land vertrieben worden sind – dies sind die nackten Zahlen dieses Terrors. Als die herkömmlichen Gefängnisse überfüllt waren, verwandelten Sie die größten militärischen Einrichtungen des Landes in regelrechte Konzentrationslager, zu denen kein Richter, kein Rechtsanwalt, kein Journalist, kein internationaler Beobachter Zugang hat. Die Anwendung des Militärgeheimnisses, für die Untersuchung all der Fälle als unumgänglich erklärt, macht die Mehrzahl der Verhaftungen de facto zu Entführungen, was Folter ohne jede Einschränkung und Hinrichtungen ohne Gerichtsurteil ermöglicht.“

Am gleichen Tag wurde Walsh von einer paramilitärischen Einsatzgruppe entführt und ermordet. Seine Leiche wurde nie gefunden. 
Während der Fußball-Weltmeisterschaft 1978 in Argentinien, die von Videla persönlich eröffnet wurde, gab sich das Regime betont offenherzig, freundlich und demokratisch. Die weitgehend unkritische Haltung der anderen teilnehmenden Fußballnationen gegenüber dem Militärregime und dem Diktator ist bis heute Gegenstand von Kritik.

### Keine Reue über die Morde der Diktatur
Videla selbst leugnete die Verantwortung des Militärs für die Tausende von Morden lange. Erst 2012 gab er vor Gericht zu, dass während seiner Militärregierung „7000 oder 8000“ Regimegegner getötet worden seien. Man habe „die Leichen verschwinden lassen“, um keine Proteste heraufzubeschwören. Es sei ein damals „notwendiges militärisches Mittel“ gewesen. Zu den geschätzt etwa 500 Fällen des Kindsraubes von Neugeborenen inhaftierter oppositioneller Frauen, die nach der Geburt fast immer umgebracht wurden, meinte er wörtlich am Schluss seines Prozesses: „Alle Gebärenden, die ich als Mütter respektiere, waren aktive Militante in der Maschinerie des Terrorismus. Sie verwendeten ihre Kinder als menschliche Schutzschilde.“

## Strafverfolgung und Verurteilungen

### Erste Verurteilung 1985 und Begnadigung durch Präsident Menem

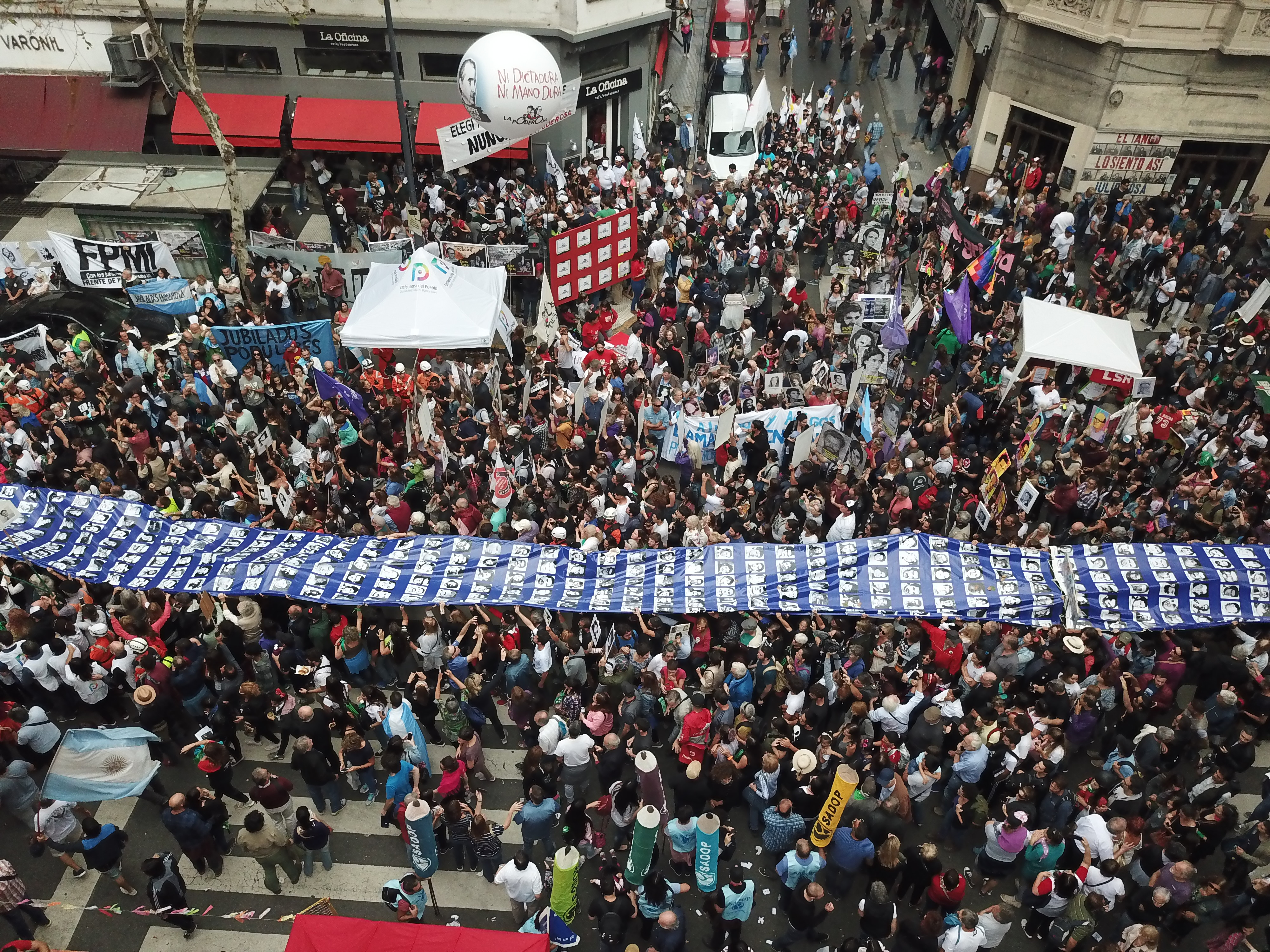
Gedenkmarsch mit Fotos von „Verschwundenen“ zum Anlass des dreiundvierzigsten Jahrestages des Militärputsches in Argentinien (24. März 2019)

1985, zwei Jahre nach Ende der Militärdiktatur, wurde Videla im Verfahren gegen die Juntas wegen Menschenrechtsverletzungen (Mord, Folter und Entführung) zu lebenslanger Haft verurteilt, aber 1990 durch das Dekret Nr. 2741/90 von Präsident Carlos Menem begnadigt. Wegen seiner Verantwortung für Kindesraub wurde er 1998 erneut inhaftiert; er hatte im Amt die Zwangsadoption von Kleinkindern inhaftierter Oppositioneller angeordnet, die danach zumeist ermordet wurden. 1998 wurde Videla unter Hausarrest gestellt, 2001 abermals verhaftet; man beschuldigte ihn nun, während seiner Amtszeit der Kopf einer Verschwörung gegen Oppositionelle gewesen zu sein. Zwischenzeitlich konnte er aber wieder in seine Wohnung im Stadtteil Belgrano zurückkehren.

### Auslieferungsgesuch Deutschlands
Am 4. März 2004 beantragte die deutsche Bundesregierung offiziell die Auslieferung des einstigen Diktators und zweier weiterer früherer Militärs aufgrund mehrfachen Mordes an deutschen Staatsbürgern, unter ihnen Elisabeth Käsemann. Der Antrag wurde am 17. April 2007 vom obersten Gerichtshof Argentiniens abgewiesen.

### Erneuter Prozess und Verurteilung 2010
Am 10. Oktober 2008 wurde der Hausarrest gegen Videla aufgehoben. Am selben Tag wurde Videla in die Unidad Penitenciaria 34, ein Militärgefängnis auf dem Campo de Mayo, verlegt.
Im Juni 2010 begann in Argentinien erneut ein Prozess gegen die Verantwortlichen der Militärdiktatur, darunter auch Videla und der ehemalige General Luciano Benjamín Menéndez. Videla übernahm im Verlauf des Prozesses die volle Verantwortung für Verbrechen, die unter seiner Herrschaft begangen worden sind. Am 22. Dezember 2010 wurde Videla gemeinsam mit Menéndez und 14 weiteren Tätern erneut zu einer lebenslangen Haftstrafe verurteilt. Die Strafe musste Videla in einer gewöhnlichen Haftanstalt verbüßen.

### Lebenslange Haftstrafe wegen Kindsraub und Zwangsadoptionen 2012
Ab dem 28. Februar 2011 stand Videla abermals, dieses Mal gemeinsam mit Reynaldo Bignone, vor Gericht. Dort wurde der Vorwurf des mehrfachen Kinderraubs durch den angeordneten Entzug von Neugeborenen von den leiblichen Müttern und die anschließende Weitergabe der Kinder an Familien argentinischer Militärangehöriger verhandelt. Anfang Juli 2012 wurde Videla vom Bundesgericht in Buenos Aires zu einer Haftstrafe von 50 Jahren verurteilt. Er starb am 17. Mai 2013 im Alter von 87 Jahren im Gefängnis von Marco Paz.
Ein Begräbnis mit militärischen Ehren erhielt Videla nicht. Die Beerdigung fand im privaten Rahmen statt.

## Vermächtnis
Bis zum 24. März 2004 hing ein Bild Videlas offiziell unter den Porträts in einer Galerie der nationalen Offiziershochschule Argentiniens, dem Colegio Militar de la Nación, bevor es dort im Beisein des Staatspräsidenten Néstor Kirchner abgenommen wurde.